# Strada statale 9 (Polonia)
La strada statale 9 (sigla DK 9, in polacco droga krajowa 9) è una strada statale polacca che attraversa il Paese da Radom a Barwinek. Fa parte della strada europea E371.